# Friemersheim (Duitsland)
Friemersheim is een relatief arm stadsdeel van Duisburg in Duitsland. Friemersheim hoort bij het deel van Duitsland waar vroeger Kleverlands gesproken werd en het ligt ten noorden van de Uerdinger linie.
De gemeenten Friemersheim en Hochemmerich vormden in 1923 de gemeente Rheinhausen, die in 1975 op haar beurt werd geannexeerd door Duisburg.